# Бенин на Летњим олимпијским играма 2024.
Бенин је учествововао на Летњим олимпијским играма 2024. у Паризу од 26. јула до 11. августа 2024. Ово је тринаести наступ нације на Летњим олимпијским играма, са изузетком Летњих олимпијских игара 1976. у Монтреалу због бојкота Африке.

## Учесници по спортовима
| Спорт    | Мушкарци | Жене | Укупно |
| -------- | -------- | ---- | ------ |
| Атлетика | 1        | 1    | 2      |
| Пливање  | 1        | 1    | 2      |
| Џудо     | 1        | 0    | 1      |
| 3 спорта | 3        | 2    | 5      |